# 玉城 (琉球国王)
玉城（たまぐすく、1296年（元貞2年）? - 1336年4月22日（至元2年3月11日）?）は、琉球王国の歴史書に登場する王である。在位: 1313年 または 1314年 - 1336年。
英祖王統の4代目であり、先代の英慈の三男である。国政を顧みず、弛緩した政治をしていたといわれ、英祖王統滅亡の一因とされる。
また、玉城の在位中に、英祖王統が存在した中山の他に、南山・北山でも王朝が成立している。

## 系譜
（系譜は伝記による）
- 父：英慈王
- 母：不詳
- 妃：不詳
- 長男：西威王（世子）
- 次男：玉城王子
- 三男：大城王子
- 四男：大里王子